# Copa Paulino Alcántara
La Copa Paulino Alcantara, también conocido como Copa PFL, es un torneo anual de copa de fútbol realizado en Filipinas, reconocido por la Federación Filipina de Fútbol y organizado por la Liga Futbol Inc. que tuvo su primera edición en 2018.

## Historia
La copa fue creada el 15 de julio de 2018 para reemplazar a la PFF National Men's Club Championship y la Copa UFL como el torneo de copa nacional de Filipinas en la cual pueden participar equipos que no son franquicias siempre y cuando cumplan con los requerimientos mínimos para participar en el torneo. El nombre de la copa se debe al futbolista Paulino Alcántara, leyenda del fútbol en Filipinas que llegó a jugar en el FC Barcelona de España.

La primera edición de la copa inició el 1 de septiembre de 2018 y el campeón clasifica a la Copa AFC.

## Ediciones anteriores
| Temporada | Campeón      | Resultado | Finalista     | Sede                          |
| --------- | ------------ | --------- | ------------- | ----------------------------- |
| 2018      | Kaya         | 1–0       | Davao Aguilas | Rizal Memorial, Manila        |
| 2019      | Ceres-Negros | 2-1       | Kaya          | Biñan Football Stadium, Biñan |

## Títulos por equipo
| Club          | Títulos | Finalista |
| ------------- | ------- | --------- |
| Kaya          | 1       | 1         |
| Ceres-Negros  | 1       | 0         |
| Davao Aguilas | 0       | 1         |

## Transmisión
Los partidos se transmiten por streaming en Facebook y en YouTube; así como también en televisión en los canales ESPN5 y AskyonTV.